# Eleição presidencial do Brasil em 1960 no Rio Grande do Norte
A eleição presidencial brasileira de 1960 foi a décima sétima eleição presidencial e a décima quinta direta. No Rio Grande do Norte, Jânio Quadros foi o mais votado no estado, apesar de uma eleição disputada, com Henrique Teixeira Lott ganhando na capital.

## Resultado para presidente
Conforme o TSE, foram computados 225.588 votos sendo 9.890 votos em branco e 7.733 em nulo. sendo este o resultado no estado:
| Candidato                    | Votos  | Porcentagem |
| ---------------------------- | ------ | ----------- |
| Jânio Quadros (PTN)          | 96.598 | 46,45%      |
| Henrique Teixeira Lott (PSD) | 95.721 | 46,02%      |
| Adhemar de Barros (PSP)      | 15.646 | 7,53%       |

## Resultado para vice-presidente
Conforme o TSE, foram computados 225.588 votos sendo 18.215 votos em branco e 5.294 em nulo. sendo este o resultado no estado:
| Candidato              | Votos  | Porcentagem |
| ---------------------- | ------ | ----------- |
| João Goulart (PTB)     | 96.325 | 47,67%      |
| Milton Campos (UDN)    | 83.464 | 41,30%      |
| Fernando Ferrari (PDC) | 22.290 | 11,03%      |